# کهنوج مدیم
کهنوج مدیم، روستایی است از توابع بخش مرکزی شهرستان کرمان در استان کرمان ایران.

## جمعیت
این روستا در دهستان زنگی‌آباد  قرار داشته و براساس آخرین سرشماری مرکز آمار ایران که در سال ۱۳۹۵ صورت گرفته، جمعیت آن  ۱٬۲۹۶ نفر (۳۸۵خانوار) بوده‌است.